# پاریس سنت پل (آنتیگوا و باربودا)
پاریس سنت پل (به لاتین: Saint Paul Parish) یک منطقهٔ مسکونی در آنتیگوآ و باربودا است که در آنتیگوآ و باربودا واقع شده‌است. پاریس سنت پل ۸٬۱۲۸ نفر جمعیت دارد.